# Berrac
Berrac é uma comuna francesa na região administrativa de Occitânia, no departamento de Gers. Estende-se por uma área de 7,99 km². Em 2010 a comuna tinha 108 habitantes (densidade: 13,5 hab./km²).